# 51599 Brittany
51599 Brittany è un asteroide della fascia principale. Scoperto nel 2001, presenta un'orbita caratterizzata da un semiasse maggiore pari a 2,2718327 UA e da un'eccentricità di 0,1693833, inclinata di 7,67714° rispetto all'eclittica.